# Лопатнік (село)
Лопатнік (рум. Lopatnic) — село в Єдинецькому районі Молдови. Утворює окрему комуну.